# Râul Valea Arsurii
Râul Valea Arsurii este un curs de apă, afluent al râului Valea Mică. 

## Hărți
- Harta județului Hunedoara
- Harta munții Apuseni
- Harta munții Bihor